# Сензорна бионика
Сензорната бионика обхваща тази част от биониката, която се занимава с физическото и химическото възприемане на дразненията. Една от целите на този раздел от науката е определяне на начина, по който живите системи са ориентират в околната среда. Като се изследват природни обекти като например риби, прилепи и други се търсят начини за използването на принципи от техните системи за възприемане на околната среда в техниката. Важно приложение е и начина, по който могат да се измерват и контролират химически съединения, например в човешкото тяло за контрол на диабета.

## Примери за сензорна бионика
Един образец за разработването на технически датчици например са електрическите риби, към които пренадлежат нилската щука. Те се ориентират с помощта на активно електрическо поле, при което рибите със своите електрически рецепторни органи създават това електрическо поле и определят местоположението на обектите около себе си. Външните обекти изкривяват това електрическо поле и е възможно рибите да определят не само разстоянието до тях, но и да опредят формата и дали се отнася за жив организъм или не. На този принцип са създадени датчици за определяне на положението, които създават в една проводима среда едно електрическо поле и така могат да измерват. Такива датчици могат да се използват в корабите за измерване на дистанции, както и за контролиране на машини и за контрол на детайли. Основното предимство е устойчивостта на този метод спрямо замърсяване.
Друг пример е датчик за измерване на разстояние за паркиране на автомобили. За целта може да се използват ултразвукови вълни, които се изпращат подобно на принцип използван при прилепа. След това се възприемат от датчици и се определя точно разстоянието до даден обект и точната му форма.